# Satélite de Coleta de Dados 2A
O Satélite de Coleta de Dados 2A ou SCD-2A foi um satélite de coleta de dados brasileiro, totalmente planejado, construído e qualificado no Brasil, idêntico ao SCD-2, que foi perdido durante o lançamento inaugural do VLS-1, em 1997.

## Lançamento e falha
O SCD-2A foi lançado ao espaço no dia 2 de novembro de 1997, por meio de um foguete VLS-1 a partir do Centro de Lançamento de Alcântara, no Maranhão, Brasil. Ele tinha uma massa de 115 kg. Porém, o satélite foi perdido devido a uma falha na ignição em um dos propulsores do primeiro estágio durante os primeiros segundos de voo, sendo necessário o acionamento em solo do comando de autodestruição do veículo.